# Giorgio Bassani
Giorgio Bassani (ur. 4 marca 1916 w Bolonii, zm. 13 kwietnia 2000 w Rzymie) – włoski pisarz.

## Życiorys
Był redaktorem periodyku literackiego "Botteghe Oscure" oraz autorem psychologicznych powieści i opowiadań, w których podejmował głównie tematy związane z żydowskim środowiskiem Ferrary w okresie faszyzmu. Najbardziej znaną jego powieścią był Ogród rodziny Finzi-Continich (1962).